# Luis Ramón Marín

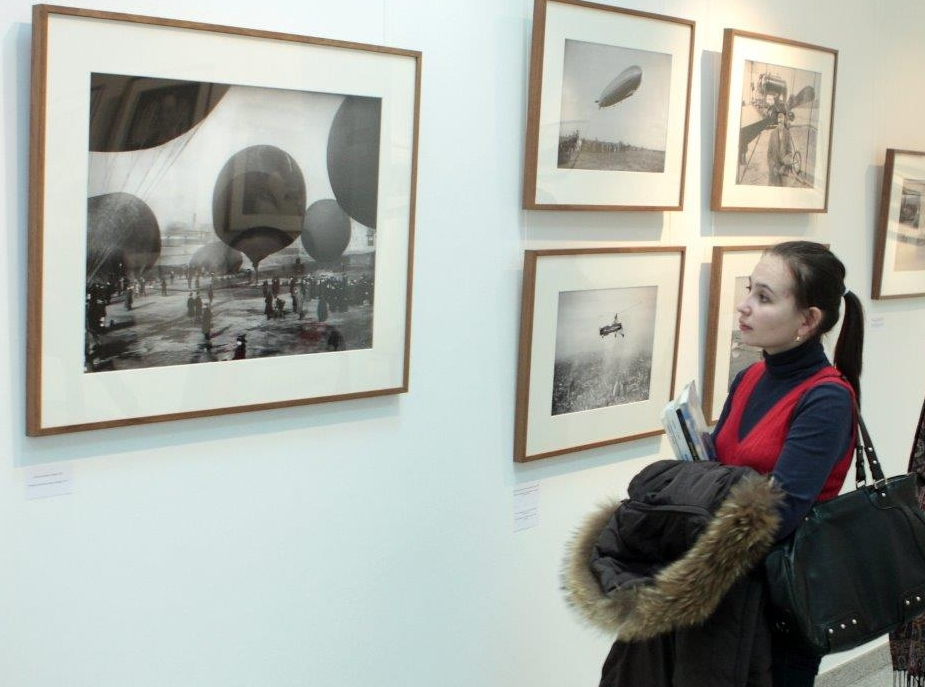
Výstava Luise Ramóna Marína, Instituto Cervantes, Madrid, 2012

Luis Ramón Marín (* 1884 v Madridu – 1944 tamtéž) byl španělský fotograf a reportér.

## Život a dílo
Pracovat jako fotograf začal v roce 1908, což bylo poprvé, kdy se jeho snímky objevily v tisku. Po většinu své novinářské kariéry byl spojován s madridskými novinami Informaciones. Během Španělské občanské války pořídil obrovské množství fotografií, zejména během obléhání Madridu. Po válce bylo jeho dílo považováno za politicky nepohodlné a přestal publikovat v tisku. Z tohoto důvodu v roce 1940 odešel z postu profesionálního fotografa.
Jeho fotografie byly dlouho neznámé. Teprve v roce 2008 dcera umělce vydala několik tisíc negativů ukryté ve čtyřicátých letech ze strachu z konfiskace a zničení.